# Општина Перишору (Калараш)
Перишору (рум. Perişoru) општина је у Румунији у округу Калараш.
Oпштина се налази на надморској висини од 33 m.